# Villaria
Villaria é um género botânico pertencente à família Rubiaceae.